# Erhard Weyhe

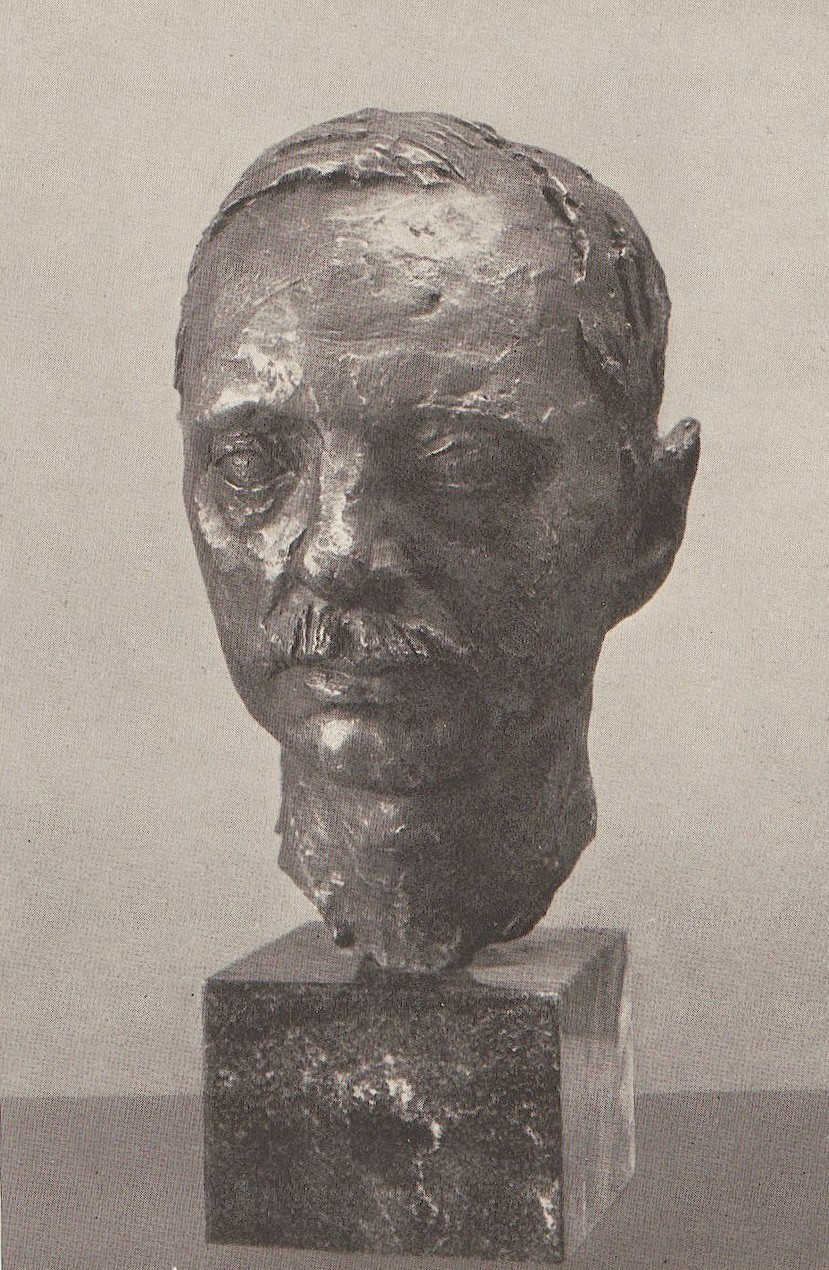
Büste von Erhard Weyhe

Erhard Weyhe (* 28. September 1882 in Salzwedel; † 11. Juli 1972 in Digby (Nova Scotia), Kanada) war ein deutsch-amerikanischer Kunstbuchhändler und Verleger.

## Leben
Nach einer Buchhändlerlehre wanderte er 1914 in die Vereinigten Staaten aus. Anfang der 1920er Jahre eröffnete er auf der Lexington Avenue in New York seinen Buchladen und entwickelte sich ab Anfang der 1930er Jahre zu einem der bedeutenden Kunstbuchhändler und Verleger in New York. Im Jahr 1919 gründete er die Weyhe Gallery, deren erster Manager Carl Zigrosser war, und gab die Kunstzeitschrift The Checkerboard heraus.
Er gehörte zu den Gründungsmitgliedern der Antiquarian Booksellers’ Association of America (ABAA).
Der Buchhändler Jacob Zeitlin (1902–1987) bezeichnete Weyhes Buchgeschäft als größten Kunstbuchladen seiner Zeit.
Seine Nichte Helga Weyhe (1922–2021) führte in Salzwedel bis zu ihrem Tod im Januar 2021 ebenfalls eine Buchhandlung.